# Googlewhack
Googlewhack — игра, суть которой в том, чтобы, набрав в строке поиска Google два слова, получить единственный результат. Конечная цель Google-вэкера — увидеть в верхнем правом углу экрана с результатами поиска сообщение: Results 1-1 of 1. Такой запрос называется Google-вэк. Если найденный Google-вэк будет опубликован в сети, с высокой вероятностью он вскоре перестанет быть таковым, так как количество результатов поиска по этому сочетанию слов увеличится. Название Googlewhack допускает разнообразные переводы на русский — от «попытай Гугл» до «Гугл-помешательство».
Считается, что игру придумал Гэри Сток (Gary Stock) в процессе исследования редких поисковых запросов к Google.
Игра была особенно популярна в 2002 году.